# Премія Греммі за життєві досягнення
Премія Греммі за життєві досягнення (англ. Grammy Lifetime Achievement Award) — спеціальна нагорода американської Академії звукозапису виконавцям, які протягом свого життя зробили творчий внесок видатного художнього значення в галузі звукозапису.
Цю нагороду до 1972 р. могли отримати також не виконавці. Сьогодні окремими нагородами Grammy Trustees Award відзначаються не виконавці, а нагорода Grammy Hall of Fame Award віддає перевагу конкретним записам, а не окремим особам.

## Володарі премії
| Рік  | Володар | Прим.         |
| ---- | --- | ------------- |
| 1963 | Бінг Кросбі |               |
| 1965 | Френк Сінатра |               |
| 1966 | Дюк Еллінгтон |               |
| 1967 | Елла Фіцджеральд |               |
| 1968 | Ірвінг Берлін |               |
| 1971 | Елвіс Преслі |               |
| 1972 | Луї Армстронг, Махалія Джексон |               |
| 1984 | Чак Беррі, Чарлі Паркер |               |
| 1985 | Леонард Бернстайн |               |
| 1986 | Бенні Гудмен, The Rolling Stones, Андрес Сеговія |               |
| 1987 | Рой Екафф, Бенні Картер, Енріко Карузо, Рей Чарлз, Фетс Доміно, Вуді Герман, Біллі Голідей, Бі Бі Кінг, Айзек Стерн, Ігор Стравинський, Артуро Тосканіні, Генк Вільямс |               |
| 1989 | Фред Астер, Пабло Касальс, Діззі Гіллеспі, Яша Хейфец, Ліна Горн, Леонтина Прайс, Бессі Сміт, Арт Тейтум, Сара Вон                                                     |               |
| 1990 | Нат Кінг Коул, Майлз Девіс, Володимир Горовиць, Пол Маккартні |               |
| 1991 | Маріан Андерсон, Боб Ділан, Джон Леннон, Кітті Веллс |               |
| 1992 | Джеймс Браун, Джон Колтрейн, Джимі Гендрікс, Мадді Вотерс |               |
| 1993 | Чет Аткінс, Літл Річард, Телоніус Монк, Білл Монро, Піт Сіґер, Фетс Воллер                                                                                             |               |
| 1994 | Білл Еванс, Арета Франклін, Артур Рубінштейн |               |
| 1995 | Петсі Клайн, Пеггі Лі, Генрі Манчіні, Кертіс Мейфілд, Барбра Стрейзанд                                                                                                 |               |
| 1996 | Дейв Брубек, Марвін Гей, Георг Шолті, Стіві Вандер |               |
| 1997 | Боббі Бленд, The Everly Brothers, Джуді Гарленд, Стефан Граппеллі, Бадді Голлі, Чарльз Мінгус, Оскар Пітерсон, Френк Заппа                                             |               |
| 1998 | Бо Діддлі, The Mills Brothers, Рой Орбісон, Поль Робсон |               |
| 1999 | Джонні Кеш, Сем Кук, Отіс Реддінг, Смокі Робінсон, Мел Торме |               |
| 2000 | Гаррі Белафонте, Вуді Гатрі, Джон Лі Гукер, Мітч Міллер, Віллі Нельсон                                                                                                 |               |
| 2001 | The Beach Boys, Тоні Беннетт, Семмі Девіс (молодший), Боб Марлі, The Who                                                                                               |               |
| 2002 | Каунт Бейсі, Розмарі Клуні, Перрі Комо, Ел Грін, Джоні Мітчелл |               |
| 2003 | Етта Джеймс, Джонні Метіс, Гленн Міллер, Тіто Пуенте, Simon and Garfunkel                                                                                              |               |
| 2004 | Ван Кліберн, The Funk Brothers, Елла Дженкінс, Сонні Роллінз, Арті Шоу, Док Ватсон                                                                                     |               |
| 2005 | Едді Арнольд, Арт Блейкі, Carter Family, Мортон Гоулд, Дженіс Джоплін, Led Zeppelin, Джеррі Лі Льюїс, Джеллі Ролл Мортон, Пайнтоп Перкінс, The Staple Singers          |               |
| 2006 | Девід Бові, Cream, Мерл Гаггард, Роберт Джонсон, Норман Джессі, Річард Прайор, The Weavers                                                                             |               |
| 2007 | Джоан Баез, Booker T. & The MG's, Марія Каллас, Орнетт Коулман, The Doors, The Grateful Dead, Боб Віллз                                                                |               |
| 2008 | Берт Бакарак, The Band, Кеб Келловей, Доріс Дей, Іцхак Перлман, Макс Роуч, Ерл Скраггс                                                                                 |               |
| 2009 | Джин Отрі, The Blind Boys of Alabama, The Four Tops, Генк Джонс, Бренда Лі, Дін Мартін, Том Пакстон                                                                    |               |
| 2010 | Леонард Коен, Боббі Дарін, Девід Едвардс, Майкл Джексон, Лоретта Лінн, Андре Превін, Кларк Террі                                                                       |               |
| 2011 | Джулія Ендрюс, Рой Гейнс, Джульярдський квартет, The Kingston Trio, Доллі Партон, Ramones, Джордж Беверлі Ші                                                           | [ 2 ]         |
| 2012 | The Allman Brothers Band, Глен Кемпбелл, Антоніу Карлус Жобін, Джордж Джонс, The Memphis Horns, Дайана Росс, Гіл Скотт-Герон                                           |               |
| 2013 | Гленн Гульд, Чарлі Гейден, Лайтнін Гопкінс, Керол Кінг, Патті Пейдж, Раві Шанкар, The Temptations                                                                      | [ 3 ]         |
| 2014 | The Beatles, Кліфтон Шеньє, The Isley Brothers, Kraftwerk, Кріс Крістофферсон, Армандо Мансанеро, Мод Павелл                                                           | [ 4 ]         |
| 2015 | The Bee Gees, П'єр Булез, Бадді Гай, Джордж Гаррісон, Флако Хіменес, The Louvin Brothers, Вейн Шортер                                                                  | [ 5 ]         |
| 2016 | Рут Браун, Селіа Круз, Earth, Wind & Fire, Гербі Генкок, Jefferson Airplane, Лінда Ронстадт, Run–D.M.C.                                                                | [ 6 ]         |
| 2017 | Ширлі Сізар, Ахмад Джамал, Чарлі Прайд, Джиммі Роджерс, Ніна Сімон, Слай Стоун, Velvet Underground                                                                     | [ 7 ]         |
| 2018 | Гел Блейн, Ніл Даймонд, Еммілу Гарріс, Луїс Джордан, The Meters, Queen, Тіна Тернер                                                                                    | [ 8 ]         |
| 2019 | Black Sabbath, Джордж Клінтон та Parliament-Funkadelic, Біллі Екстайн, Донні Гатавей, Хуліо Іглесіас, Sam & Dave, Діонн Ворвік                                         | [ 9 ]         |
| 2020 | Chicago, Роберта Флек, Айзек Гейз, Іггі Поп, Джон Прайн, Public Enemy, Сестра Розетта Тарп                                                                             | [ 10 ]        |
| 2021 | Grandmaster Flash and the Furious Five, Лайонел Гемптон, Мерилін Горн, Salt-N-Pepa, Селена Кінтанілья-Перес, Talking Heads                                             | [ 11 ]        |
| 2022 | Бонні Рейтт | [ 12 ] [ 13 ] |
| 2023 | Боббі Макферрін, Nirvana, Ма Рейні, Slick Rick, Найл Роджерс, The Supremes, Енн Вілсон та Ненсі Вілсон з гурту Heart                                                   | [ 14 ]        |
| 2024 | Лорі Андерсон, The Clark Sisters, Гледіс Найт, N.W.A, Донна Саммер, Теммі Вайнетт                                                                                      | [ 15 ]        |